# Monte Aorai
Il monte Aorai, o semplicemente l'Aorai, è la terza cima più alta dell'isola di Tahiti in Polinesia francese dopo il monte Orohena e il Pito Iti. La sua vetta culmina a 2.066 metri d'altezza.